# شهرستان گافوریسکی
شهرستان گافوریسکی (به لاتین: Gafuriysky District) یک شهرستان در روسیه است که در باشقیرستان واقع شده‌است.